# BYD Sealion 7
BYD Sealion 7, vendido como BYD Sealion 07 EV (em chinês:  比亚迪海狮 07 EV) na China, é um SUV crossover elétrico fabricado pela BYD Auto desde 2024. Este modelo é o primeiro da família "Sealion" da linha de produtos reestruturada conhecida como "Ocean Series". Ele está classificado na categoria de SUVs de classe B no mercado chinês, correspondente ao segmento D no mercado global.

## Visão geral
Lançamento e Apresentação
O BYD Sealion 07 foi apresentado pela primeira vez em 17 de novembro de 2023 no Salão do Automóvel de Guangzhou de 2023. Posteriormente, foi lançado no Salão do Automóvel de Pequim em abril de 2024 e começou a ser comercializado no mês seguinte. O modelo foi desenvolvido tendo como principal referência de concorrência o Tesla Model Y.
Plataforma e Tecnologia
O Sealion 07 é construído sobre a e-Platform 3.0 Evo, uma evolução da anterior e-Platform 3.0. As mudanças mais notáveis incluem um sistema de acionamento elétrico 12 em 1, que melhora a integração em relação ao sistema 8 em 1 da e-Platform 3.0. A plataforma também suporta motores elétricos que giram até 23.000 rpm, sendo os mais potentes já produzidos pela BYD. Assim como o BYD Seal, o Sealion 07 utiliza a inovadora tecnologia de célula para carroceria (CTB) da BYD, com duas opções de bateria LFP blade: 71,8 kWh e 80,64 kWh. A primeira permite carregamento de até 180 kW, enquanto a segunda alcança até 240 kW. Ambas as opções de bateria podem ser carregadas de 10 a 80% em 25 minutos, e o veículo possui capacidade de integração com a rede elétrica (vehicle-to-grid).
Recursos e Equipamentos

O Sealion 07 é equipado com o novo sistema inteligente de controle de amortecimento DiSus-C da BYD, uma suspensão adaptativa que detecta as condições da estrada e ajusta reativamente a rigidez dos amortecedores das rodas. É também o primeiro veículo da BYD a ser equipado com o sistema avançado de assistência ao motorista DiPilot 100, apelidado de "Olho de Deus", que integra 12 sensores ultrassônicos, 5 radares de ondas milimétricas e 11 câmeras omnidirecionais. O veículo oferece ainda acabamento em couro Napa, carregador sem fio de 50W e um display head-up AR de 50 polegadas, com teto solar eletrocrômico disponível como opcional. 

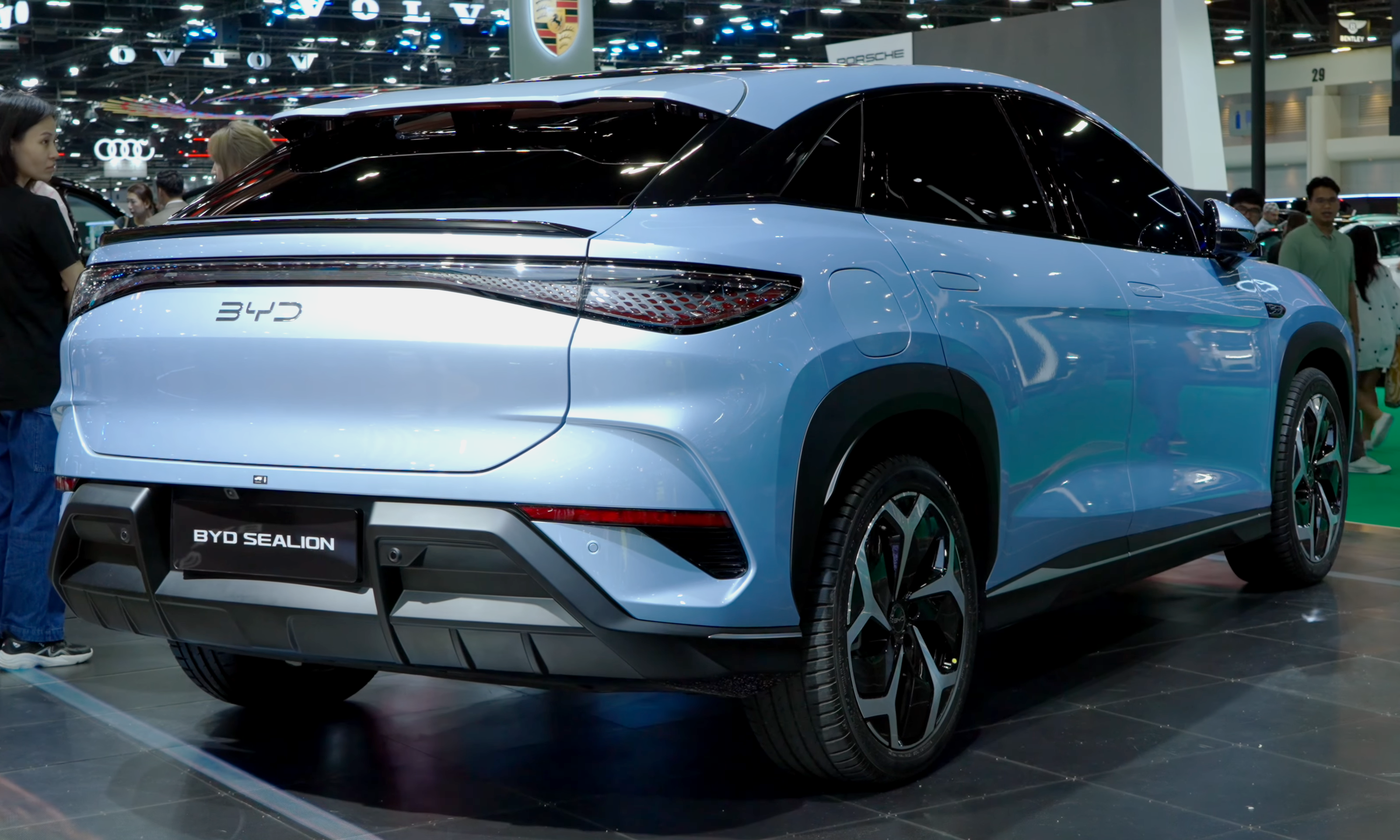
Vista retrovisória

### Especificações Técnicas
| Tipo               | Bateria                     | Tração | Motor Elétrico           | Potência                | Torque                         | 0–100 km/h (0–62 mph) (estimado) | Autonomia (estimada) | Anos de Produção |
| ------------------ | --------------------------- | ------ | ------------------------ | ----------------------- | ------------------------------ | -------------------------------- | -------------------- | ---------------- |
| 550 Standard Range | 71,8 kWh LFP Blade battery  | RWD    | Traseiro: TZ200XYT PMSM  | 170 kW (228 hp; 231 PS) | 380 N⋅m (38,7 kg⋅m; 280 lb⋅ft) | 7,3 segundos                     | 550 km (342 mi)      | 2024–presente    |
| 610 Long Range     | 80,64 kWh LFP Blade battery | RWD    | Traseiro: TZ200XYT PMSM  | 230 kW (308 hp; 313 PS) | 380 N⋅m (38,7 kg⋅m; 280 lb⋅ft) | 6,7 segundos                     | 610 km (379 mi)      | 2024–presente    |
| 550 AWD            | 82,56 kWh LFP Blade battery | AWD    | Dianteiro: YS210XYA PMSM | 160 kW (215 hp; 218 PS) | 310 N⋅m (31,6 kg⋅m; 229 lb⋅ft) | 4,2 segundos                     | 550 km (342 mi)      | 2024–presente    |
|                    |                             |        | Traseiro: TZ200XYT PMSM  | 230 kW (308 hp; 313 PS) | 380 N⋅m (38,7 kg⋅m; 280 lb⋅ft) |                                  |                      |                  |
| Combinado:         |                             |        |                          | 390 kW (523 hp; 530 PS) | 690 N⋅m (70,4 kg⋅m; 509 lb⋅ft) |                                  |                      |                  |